# ناردين صغير رفيع الثمار
ناردين صغير رفيع الثمار (الاسم العلمي: Valerianella stenocarpa) هو نوع من النباتات يتبع جنس الناردين الصغير من فصيلة معزية الورق.